# Rahima Banu
Rahima Banu Begum (in bengali রহিমা বানু বেগম; Bangladesh, 16 ottobre 1972) è l'ultima persona nota al mondo ad avere ufficialmente contratto la Variola major, ossia la forma più letale del vaiolo umano.
L'ultima infezione vaiolosa in assoluto (Variola minor, ceppo virale causa del cosiddetto alastrim), invece, fu quella di Ali Maow Maalin, somalo che contrasse l'infezione nell'ottobre 1977.

## Malattia
Il contagio di Rahima Banu fu notificato il 16 ottobre 1975; Rahima all'epoca aveva tre anni e viveva nel villaggio di Kuralia, nel distretto bengalese di Barisal, sull'isola di Bhola. Il suo caso venne segnalato alle autorità sanitarie locali da Bilkisunnessa, una bambina di otto anni che per questo ottenne una ricompensa di 250 taka bengalesi. La notifica del caso venne inviata tramite un telegramma all'OMS dall'epidemiologo Donald Henderson, allora coordinatore generale dell'iniziativa della stessa OMS per l'eradicazione del vaiolo su scala globale.
Un team dedicato dell'OMS raggiunse così il villaggio dove Rahima viveva; la bambina venne curata e riuscì a guarire completamente. 
Le croste contenenti il virus vennero prelevate dalla cute di Rahima e inviate all'ufficio del CDC di Atlanta, dove sono conservate insieme ad altre migliaia di campioni biologici di altrettanti pazienti. Il ceppo virale responsabile dell'infezione contratta da Rahima è denominato ufficialmente "Bangladesh 1975" e, in via informale, "ceppo di Rahima".
Ogni persona residente sull'isola di Bhola che potesse essere entrata in contatto con Rahima venne vaccinata; venne inoltre eseguita un'indagine sull'isola alla ricerca di eventuali altri individui infetti.
Il 24 novembre 1975, l'infezione vaiolosa di Rahima fu dichiarata ufficialmente superata.

## Dopo l'infezione
Negli anni successivi all'infezione, la Banu guadagnò denaro per la propria famiglia prestandosi ad alcuni servizi fotografici.
In un'intervista del 2009, la donna disse di aver avuto quattro figli da un matrimonio contratto a 18 anni con un contadino del luogo. Rivelò inoltre che l'aver avuto il vaiolo fu spesso causa di disprezzo nei suoi confronti nutrito dai suoceri e dagli altri abitanti del suo villaggio.